# 金日成高級党学校
金日成高級党学校（キム・イルソンこうきゅうとうがっこう、朝鮮語: 김일성고급당학교）は、朝鮮民主主義人民共和国（北朝鮮）にある、朝鮮労働党の高級幹部を養成する機関である。

## 概要
金日成高級党学校の前身は南浦市にあった「北朝鮮労働党中央党学校」だった。1946年に金日成が平壌東大院区域に移転させ、1972年4月15日に金日成の60歳の誕生日に際して、現在の校名に改称された。党の最高教育機関で、労働党士官学校とも言われる。
入学資格は、市と郡の党組織の部長級以上で、1ヶ月から5年までの教育課程が用意されている。4年制大学課程を修了すると、朝鮮労働党の幹部に配属される。また、党幹部が不祥事を起こした際の再教育も行われる。
2020年には、党幹部が子供を党学校に入学させるために賄賂を贈り、不正入学させたことや、毎月5000ドルの賄賂を教授に集めさせ、それを苦にした教授が自殺するなど様々な不正腐敗行為が露呈し、李万建・朴太徳両朝鮮労働党中央委員会副委員長が解任された。また、学長と教職員は党を除名され、農村や鉱山で再教育を受けた。
2022年10月17日に金正恩が当学校で記念講義を行った際、名称が「朝鮮労働党中央幹部学校（조선로동당 중앙간부학교）」に変更されていたことが判明した。
2023年5月から新たな校舎が錦繍山太陽宮殿や大城山革命烈士陵近くの飛行場の跡地に建設され、2024年5月に完成した。この新校舎では金日成と金正日の肖像画と並んで金正恩の肖像画も掲示されたほか、カール・マルクスとウラジーミル・レーニンの肖像画も掲示された。